# Ellen van Langen
Ellen Gezina Maria van Langen (1966. február 9.) olimpiai bajnok holland atléta.

## Pályafutása
Öt alkalommal nyert szabadtéri holland bajnokságot. 1989-ben, 1990-ben, 1992-ben és 1996-ban 800 méteren, 1990-ben pedig 1500 méteren győzött hazája bajnokságán.
1992-ben megnyerte a 800 méteres síkfutás versenyszámát a barcelonai olimpiai játékokon. A döntőben az Egyesült Csapat színeiben indult Lilija Nurutgyinova és a kubai Ana Fidelia Quirot előtt lett első. Ebben az évben őt választották az év holland sportolónőjének. Ezt követően különböző sérülések hátráltatták, és 1998-ban visszavonult a versenysporttól.

## Egyéni legjobbjai
- 400 méteres síkfutás - 53,66 s (1989)
- 800 méteres síkfutás - 1.55,54 s (1992)
- 1000 méteres síkfutás - 2.35,21 s (1993)
- 1500 méteres síkfutás - 4.06,97 s (1994)